# Lößnitzgymnasium
Das Lößnitzgymnasium ist eines von zwei Gymnasien in der sächsischen Stadt Radebeul. Das Hauptgebäude ist das unter Denkmalschutz stehende Steinbachhaus, ein Schulgebäude (Haus 1) in der Steinbachstraße 21 im Stadtteil Serkowitz. Das Haus 2 ist das ebenfalls denkmalgeschützte Gebäude der ehemaligen Pestalozzischule in der Pestalozzistraße 3 im Stadtteil Radebeul, teilweise auch fälschlich als Gymnasium Pestalozzistraße bezeichnet.

## Geschichte
Die Gemeinden Radebeul (mit dem 1905 eingemeindeten Serkowitz), Oberlößnitz und Kötzschenbroda gründeten 1905 nach jahrelangen Verhandlungen einen Gemeindeverband zur Einrichtung einer Realschule mit Progymnasium für die Lößnitz. Diesem trat 1914 auch die Gemeinde Niederlößnitz bei. Zu Ostern 1906 begann der Unterricht in der alten Serkowitzer Schule, während gleichzeitig der neue Schulbau errichtet wurde.
1905 stiftete der zu diesem Zeitpunkt pensionierte Jurist Rudolf Curt Steinbach das Grundstück im Wert von 50.000 Mark für den Bau einer Schule. Rudolf Curt Steinbach (11. Januar 1828 – 16. November 1905) wohnte in der Nähe, in der Bennostraße 41 (Haus Steinbach) in Oberlößnitz.
Das Schulgebäude liegt eklektizistisch zwischen Historismus (Neorenaissance, Neobarock mit Ornamentik im Neoempire) und Jugendstil. Es wurde im Auftrag von F. W. Eisold für deren Wettbewerbsgewinn von dem Dresdner Architekten J. Arthur Bohlig (1879–1975) entworfen. Dieser entwarf auch die Pläne für das Schiller-Gymnasium Bautzen. Gebaut wurde das Steinbachhaus von dem Serkowitzer Baumeister Wilhelm Eisold. 1907 war es vollendet und wurde am 7. Oktober feierlich eingeweiht. Die Straße vor dem Haus ist ebenfalls nach Steinbach benannt.
1915 baute man am Ostflügel 2 weitere Zimmer an, die 1927 aufgestockt wurden.
Privatpersonen beteiligten sich an der Errichtung des Steinbachhauses. So wurden Bleiglasfenster (durch Karl May) und Jahn-Orgel (heute nicht mehr vorhanden, durch Auguste Barth) gestiftet.
Diese Schule wurde fast zur selben Zeit eingeweiht wie das 20 Kilometer entfernte, ähnlich aussehende Gymnasium Franziskaneum Meißen.
Die Schule besteht heute aus zwei Gebäudekomplexen. 2007 wurden 600 Schüler von 50 Pädagogen unterrichtet.

### Verwendungszweck und Namen
Der Name bzw. die Funktion des Gebäudes wechselte mehrfach:
- Realschule mit Progymnasium für die Lößnitz (ab 1907, nur erste drei Gymnasialklassen)
- Aufwertung zum vollwertigen Realgymnasium (1909, erster Direktor bis 1935: Franz Volkmar Fritzsche)
- Hans-Schemm-Schule (1935–1945, Umbenennung nach dem Tod des „Reichswalters“ des Nationalsozialistischen Lehrerbunds (NSLB), Schulleiter ab 1937 Karl Zimmermann)
- Stadtverwaltung, da die Sowjetische Militäradministratur in das Rathaus einzog; das Realgymnasium wurde mit dem Gymnasium Luisenstift zur Städtischen Oberschule Radebeul vereint
- Schule des Heimkombinats „Freies Griechenland“ (1950–1955)
- Institut für Lehrerbildung „Edwin Hoernle“ (1955 bis Anfang der 1990er Jahre, vorher war dieses in der Schillerschule untergebracht)
- Neueinrichtung als Gymnasium Radebeul II (1993–1996)
- Hauptgebäude des Lößnitzgymnasiums (seit 1996, Haus 2 ist das Gebäude der Pestalozzischule)

Der heutige Name wurde vom geografischen Umfeld, der Landschaft Lößnitz, abgeleitet.

## Persönlichkeiten

### Bekannte Lehrer
- Hugo Dingeldey (1875–1954), Oberstudienrat und Professor
- Ernst Kegel (1876–1945), Chemiker bei der Chemischen Fabrik v. Heyden, Chemielehrer ab 1942
- Walter Flath (1885–1965), Studienrat, Komponist und Verleger
- Erich Meyer (1905–unbekannt), Studienrat (1934–1939)
- Herbert Fischer (1914–2006), Direktor bis Mitte der 1950er Jahre, Diplomat, seit 1972 Botschafter der DDR in Indien
- Hubert Mohr (1914–2011), Dozent von 1951 bis etwa 1957, Pallottiner und Historiker
- Renate Jäger (* 1941), Fachschullehrerin (1978–1990), Politikerin (SPD), Mitglied des Deutschen Bundestags
- Sandra Gockel (* 1974), stellvertretende Schulleiterin (2011–2014), Politikerin (CDU), Mitglied des Sächsischen Landtags

### Bekannte Schüler
- Hans Theo Richter (1902–1969; Abschluss 1918), Maler und Grafiker
- Paul-August Koch (1905–1998; Abitur 1924), Textiltechniker
- Artur Missbach (1911–1988; Abitur 1932), Politiker, Landtags- und Bundestagsabgeordneter
- Kurt Exner (1912–1943), Klassischer Archäologe
- Eckart Förster (1920–1999; Abitur 1939), Kinder- und Jugendpsychiater
- Elsbeth Lange (1928–2009), Palynologin (Pollenanalyse)
- Ilse Geisler (* 1941), Rennrodlerin
- Karin Weber (* 1953), Heimerzieherin, Politikerin, Landtagsabgeordnete

## Projekte
Jährlich nimmt eine Gymnasiumsmannschaft am Sächsischen Mt. Everest Treppenmarathon auf der Spitzhaustreppe in der Kategorie Touristen (75 bis 100 Teilnehmer, jeweils fünf Mannschaften) teil. Im Dauerwettstreit gegen die Mannschaft des Gymnasiums Luisenstift liegt das Lößnitzgymnasium mit einem Gesamtergebnis von zehn Ersten Plätzen und zwei Zweiten Plätzen bei zwölf Veranstaltungen auf dem Ersten Rang (Stand 2016). Außerdem drückte es im Jahr 2013 den Streckenrekord in dieser Kategorie unter 11 Stunden (10:59:35), nachdem ihm im Vorjahr das Luisenstift mit 11:05:12 Stunden den im Jahr 2011 aufgestellten Streckenrekord von 11:07:46 Stunden streitig machte. 2016/17/18 wurde die Zeit weiter unterboten (5:09:26 für die jetzt üblichen 50 Runden).